# Cedarosaurus
A Cedarosaurus a hüllők (Reptilia) osztályának dinoszauruszok csoportjába, ezen belül a hüllőmedencéjűek (Saurischia) rendjébe, a Sauropodomorpha alrendjébe, a Sauropoda alrendágába és a Brachiosauridae családjába tartozó növényevő nem.

## Neve és rendszertani besorolása
A Cedarosaurus magyarul „cédrusgyíkot” jelent. Azért kapta ezt a nevet, mert kövületeit a Cedar Mountain-formációban találták meg. Ez a dinoszaurusz, az úgynevezett orrtaréjos Macronariák közé tartozik, és rokonságot mutat a dél-angliai Wessex-formációban felfedezett Eucamerotusszal és a Morrison-formációbeli Brachiosaurusszal. Ebbe a nembe, csak egy faj, a Cedarosaurus weiskopfae tartozik. Ezt a sauropoda-fajt 1999-ben Tidwell, Carpenter és Brooks írták le.

## Előfordulása
Ez a hosszúnyakú, növényevő dinoszaurusz a kora kréta korhoz tartozó barremi korszak idején élt, körülbelül 126 millió évvel ezelőtt, azon a helyen, ahol manapság az Amerikai Egyesült Államokbeli Utah állam van.

## Megjelenése
A Cedarosaurus rokonától, a Venenosaurustól eltérően, karcsúbb singcsonttal (ulna) és orsócsonttal (radius) rendelkezett. Az orsócsontnak az a része, amely a legkisebb körvonalat mutatja, körülbelül 0,31-szer kisebb, mint a hossza. A lábközép csont (metatarsus) második csontja is vékony a Cedarosaurusnál.
Amikor e növényevő farokcsigolyái sorban álltak (a farok nem volt meggörbítve), a processus spinosus vertebrae kissé előre hajlott. Ez a tulajdonság a következő dinoszauruszoknál is jelen volt: Gondwanatitan, Venenosaurus és Aeolosaurus.
Csigolyáinak oldalán üregek láthatók. Az emésztéshez, úgynevezett gasztrolitokat („gyomorkövek” vagy „zúzókövek”) nyelt le; ezek olyan kövek, amelyek egy állat emésztőcsatornájában helyezkednek el.

## Fordítás
- Ez a szócikk részben vagy egészben  a   Cedarosaurus című angol Wikipédia-szócikk ezen változatának fordításán alapul.  Az eredeti cikk szerkesztőit annak laptörténete sorolja fel. Ez a jelzés csupán a megfogalmazás eredetét és a szerzői jogokat jelzi, nem szolgál a cikkben szereplő információk forrásmegjelöléseként.